# Weesby
Weesby (dänisch: Vesby, tlw. auch Vestby oder Veseby) ist eine Gemeinde an der deutsch-dänischen Grenze im Kreis Schleswig-Flensburg in Schleswig-Holstein.

## Geografie

### Geografische Lage
Weesby liegt etwa 18 Kilometer westnordwestlich von Flensburg im Bereich der naturräumlichen Haupteinheit Schleswiger Vorgeest (Nr. 697) am oberen Lauf der Lecker Au.

### Gemeindegliederung
Bögelhuus, Weesbydamm und Weesbyfeld liegen im Gemeindegebiet.

### Nachbargemeinden
Das Gemeindegebiet ist umgeben von:
|               | Kommune Apenrade (Königreich Dänemark)      |         |
| Bramstedtlund | Kompassrose, die auf Nachbargemeinden zeigt | Böxlund |
|               | Holt                                        | Medelby |

## Geschichte
Der Ortsname Weesby wurde erstmals 1451 als Wesebu dokumentiert und bedeutet Siedlung bei einem Sumpf zu altdän. wesa und altnord. veisa für Sumpf und by für Siedlung oder Dorf. Der Ort Weesbydamm (dän. Vesbydam bzw. Vestbydam) bedeutet Teich von Weesby und geht auf das dänische Dam (südjütländisch æ dam) für Teich zurück.
Der Ortsname Bögelhuus (dän. Bøgelhus, jütl. Bøl'hus) wurde 1238 erstmals erwähnt und bedeutet Haus an der Böllau (dän. Bølå). Letzteres geht auf altdän. bekla in der Bedeutung schief treten (vgl. altnord. bjagleitr für schief) als einem früheren Namen des Scheidebecks zurück. Bögelhuusfeld (dän. Bøgelhusmark, jütl. Bølhus'mark) wurde 1875 entsprechend als das Feld von Bögelhuus dokumentiert.

## Politik

### Gemeindevertretung
Die im Zuge der Kommunalwahlen in Schleswig-Holstein 2023 am 14. Mai erfolgte Gemeindewahl ergab folgendes Ergebnis:
- AWGW: 2
- BfB: 4
- WGWA: 3

Die Wahlbeteiligung betrug 67,8 Prozent.

### Wappen
Blasonierung: „In Grün unter drei goldenen Erlenblättern nebeneinander ein silberner Amboss.“
Weesby liegt im östlichen Teil der ehemaligen Karrharde. Das historische Siegel dieser alten Verwaltungskörperschaft zeigt fünf Laubbäume mit kugelförmiger Krone. Im Wappen des benachbarten, gleichfalls der Karrharde zugehörigen Kirchspielortes Medelby sind diese Bäume als Erlen konkretisiert. In Anerkennung dessen, dass Weesby zum Kirchspiel Medelby gehört, hat die Gemeinde diese Wiedergabeform übernommen. Der Ortsname ist dänischer Herkunft und bedeutet „Dorf im Sumpf“. Die Erle aber ist die typische Baumart in sumpfigem, moorigem Gelände und noch heute im Gemeindegebiet häufig anzutreffen. Sie ist in dem Wappen der Gemeinde also sinnvoll. Die Anzahl der Erlenblätter verweist auf die drei Ortsteile Bögelhuus (Bøgelhus), Weesbydamm (Vesbydam oder Vestbydam) und Weesbyfeld (Vesbymark oder Vestbymark). Der Amboss erinnert an die alte Dorfschmiede, die für den gesamten ländlich strukturierten Einzugsbereich der Gemeinde eine wichtige Funktion erfüllte.

## Wirtschaft und Infrastruktur
Die Wirtschaft in der Gemeinde wird überwiegend von der Urproduktion der Landwirtschaft geprägt.
Südlich von Weesby verläuft die Bundesstraße 199 von Flensburg nach Klixbüll bei Niebüll. Von dieser zweigt in der Gemeinde Wallsbüll südöstlich die durch das Gemeindegebiet von Weesby am Rand des Dorfes verlaufende die schleswig-holsteinische Landesstraße 1 in Richtung Süderlügum ab.

## Sehenswürdigkeiten
Am im Dorf liegenden Teich steht das alte reetgedeckte Schulhaus von Weesby. Des Weiteren befindet sich dort das einzige Kulturdenkmal des Dorfes, das Wohnhaus Am Teich 1, ein eingeschossiger Backsteinbau aus dem 20. Jahrhundert (Siehe Liste der Kulturdenkmale in Weesby).